# Cryptolepis producta
Cryptolepis producta är en oleanderväxtart som beskrevs av Nicholas Edward Brown. Cryptolepis producta ingår i släktet Cryptolepis och familjen oleanderväxter. Inga underarter finns listade i Catalogue of Life.